# 1890
Прекрасна епоха • Промислова революція •  Колоніальні імперії •  Національно-визвольні рухи • Робітничий рух

## Геополітична ситуація
У Росії царює імператор Олександр III (до 1894). Російській імперії належить більша частина України, значна частина Польщі, Бессарабія, Закавказзя, Фінляндія, Бухарське ханство, Хівинське ханство. Україну розділено між двома державами — Королівство Галичини та Володимирії належить Австро-Угорщині, Правобережжя, Лівобережжя та Крим — Російській імперії.
В Османській імперії править султан Абдул-Гамід II (до 1909). Під владою османів перебувають Близький Схід, Середземноморське узбережжя Північної Африки частина Балкан, автономна Болгарія.
В Австро-Угорщині править Франц-Йосиф I (до 1916). Імперія охоплює, крім австрійських та угорських земель, Хорватію, Трансильванію, Богемію. В Німецькій імперії править Вільгельм II (до 1918). Німецька імперія має колонії в Африці та в Тихому океані.
Третя французька республіка має колонії в Алжирі, Карибському басейні, Південній Америці в Індокитаї. Королівство Іспанія формально очолює неповнолітній Альфонс XIII (до 1931). Іспанії належать частина островів Карибського басейну, Філіппіни. У Португалії править Карлуш I (до 1908). Португалія має володіння в Африці, Індії, Індійському океані й Індонезії.
У Великій Британії триває Вікторіанська епоха — править королева Вікторія (до 1901). Британська імперія має колонії в Північній Америці, на Карибах, в Африці та в Індостані. Королівство Нідерланди формально очолила неповнолітня королева Вільгельміна (до 1948). Король Данії та Норвегії — Кристіан IX (до 1906), Оскар II сидить на шведському троні (до 1907), на троні Королівства Італія — Умберто I (до 1900).
Бенджамін Гаррісон обіймає посаду президента США. Територію на півночі північноамериканського континенту займає Канадська конфедерація (домініон Великої Британії), територія на півдні континенту належить Мексиці.
В Ірані при владі Каджари. Владу над Індостаном та Бірмою утримує Британська корона, над В'єтнамом, Лаосом і Камбоджею — Франція. У Сіамі править династія Чакрі. У Китаї володарює Династія Цін. У Японії триває період Мейдзі.

## Події

### В Україні
- Леся Українка написала поезію «Contra spem spero!».
- У Львові засновано Українську радикальну партію.
- У Львові почав виходити дитячий журнал «Дзвінок».
- В Одесі організовано Товариство південноросійських художників.
- Відбулася львівська маївка — перший в Україні організований виступ робітників.

### У світі
- 1 січня Королівство Італія заснувало колонію Еритрею на Розі Африки.
- 11 січня Велика Британія оголосила ультиматум Португалії з вимогою забрати свої сили з півдня Африки.
- 20 березня німецький імператор Вільгельм ІІ звільнив з посади канцлера Отто Бісмарка.
- 2 травня сформовано Територію Оклахома.
- 1 липня Велика Британія та Німеччина підписали Занзібарський договір стосовно поділу сфер впливу в Африці.
- 1 липня в Японії відбулися перші загальні вибори відповідно до конституції Мейдзі.
- 2 липня у США прийняли антимонопольний акт Шермана.
- 3 липня Айдахо вступило в США 43 штатом.
- 10 липня Вайомінг увійшов до США 44 штатом.
- 26 липня в Буенос-Айресі сталася Паркова революція.
- 23 листопада помер король Нідерландів Віллем III. Йому успадкувала принцеса Вільгельміна. Закінчилася унія з Люксембургом, який вимагав чоловічого спадкоємця. Великим герцогом Люксембургу став Адольф I.
- 29 грудня відбулася різанина на Вундед-Ні — останнє велике зіткнення американської армії з індіанцями.

### В суспільному житті
- Засновано
  - Фінансову компанію Allianz у Німеччині.
  - Університет штату Вашингтон у США.
  - Компанію Kubota в Японії.
  - Фондову біржу Сан-Паулу у Бразилії.
  - Місто Солсбері в Родезії.
- 1 травня почалося регулярне відзначення у світі Дня солідарності трудівників. У багатьох країнах (зокрема, в Галичині) відбулися робітничі мітинги, демонстрації та страйки.
- 6 серпня у в'язниці штату Нью-Йорк (США) вперше у світі засудженого до смерті в'язня страчено за допомогою електричного стільця.
- У США винайдено самозбірну коробку.
- Бюро перепису населення США почало використовувати табулятор.
- Почали виробляти дошку віджа для спіритичних сеансів.
- Мормони заборонили полігамію.
- Клеман Адер відірвався від землі на паровому літальному апараті, важчому за повітря.
- У Лондоні відкрилася перша глибока лінія підземки.

### У науці
- Френсіс Гальтон продемонстрував унікальність відбитків пальців.
- Герман Еміль Фішер встановив стехіометричну природу цукрів.
- Еміль Адольф фон Берінг та Кітасато Сібасабуро створили сироватку, ефективну проти правця.
- Посвердлено першу геотермальну свердловину.

### У мистецтві
- Побачив світ роман Оскара Вайльда «Портрет Доріана Грея».
- Кнут Гамсун опублікував роман "Голод.
- Відбулася прем'єра опери П'єтро Масканьї «Сільська честь».
- Вінсент ван Гог написав картину «Портрет доктора Гаше».

### У спорті
- Створено Союз французьких спортивних товариств.
- Засновано Шотландську футбольну лігу.

## Народились
Див. також Категорія:Народились 1890
- 9 січня — Карел Чапек, чеський письменник.
- 14 січня — Ролла Нейл Харгер, американський токсиколог і біохімік.
- 10 лютого — Пастернак Борис Леонідович, російський поет, прозаїк.
- 2 квітня — Обата Хідейосі, японський полководець, генерал-лейтенант Імперської армії Японії.
- 6 квітня — Антон Фоккер, голландський авіаконструктор і промисловець.
- 26 квітня — Зеров Микола Костянтинович, (пом. 1937), український літературознавець, критик, полеміст, перекладач.
- 15 травня — Кетрін Енн Портер, письменниця.
- 19 травня — Хо Ші Мін, лідер комуністичного Північного В'єтнаму.
- 6 серпня — П'ятаков Юрій Леонідович, більшовицький державний діяч.
- 15 вересня — Агата Крісті, англійська письменниця, майстер детективу.
- 23 вересня — Фрідріх Паулюс, німецький генерал-фельдмаршал, командувач німецькими військами під час Сталінградської битви.
- 14 жовтня — Дуайт Ейзенхауер, 34-й президент США, генерал армії США.
- 22 листопада — Шарль де Голль, французький військовий та політичний діяч, президент Франції у 1958—1969.
- 15 грудня — Ємець Василь Костьович (пом. 1982) — світової слави бандурист-віртуоз.
- 9 вересня — Полковник Сандерс засновник мережі KFC.

## Померли
Див. також Категорія:Померли 1890